# Bolbapium borgmeieri
Bolbapium borgmeieri es una especie de coleóptero de la familia Geotrupidae.

## Distribución geográfica
Habita en Brasil.